# Henri Verneuil
Henri Verneuil, ursprungligen Achod Malakian (armeniska: Աշոտ Մալաքյան), född 15 oktober 1920 i Rodosto, Osmanska riket, död 11 januari 2002, var en fransk-armenisk filmregissör och manusförfattare. Han nominerades till Oscar för bästa berättelse vid Oscarsgalan 1956 för Fåret har 5 fötter. Han nominerades till Césarpriset för bästa film och bästa manus 1980 för I... comme Icare. År 1996 tilldelades han heders-César.

## Filmregi i urval
- Tre från polisen (1952)
- Förbjuden frukt (1952)
- Den glade bagaren (1953)
- Samhällets fiende nr 1 (1953)
- Fåret har 5 fötter (1954)
- Möte vid havet (1955)
- Människor utan betydelse (1956)
- Äventyr på hotell (1956)
- Farligt begär (1957)
- Jag och min ko (1959)
- Fransyskan och kärleken (1960)
- En enda natt (1960)
- Dolt bevis (1960)
- Lejonen går lösa (1961)
- Steg för steg (1962)
- Alla är vi vinterapor (1962)
- 100.000 dollar i solen (1963)
- Flykten från Dunkerque (1964)
- 25:e timman (1967)
- Kanonen vid San Sebastian (1967)
- Den sicilianska klanen (1969)
- Kuppen (1971)
- Reptilen (1972)
- En stad i skräck (1975)
- Över hans döda kropp (1976)
- I... comme Icare (1979)
- Les Morfalous (1984)
- Mayrig (1991)